# 煙石博
煙石 博（えんせき ひろし、1946年11月2日 - ）は、日本のアナウンサー、ラジオパーソナリティ。元中国放送アナウンサー。

## 人物
広島県広島市出身。広島県立広島国泰寺高等学校1年生の時に広島県放送劇コンクールで助演賞受賞、高校2年生の夏休みに開催された高校放送コンクール全国大会に、広島県代表として参加して4位入賞。その後は、広島商科大学短期大学部卒業。1971年（昭和46年）中国放送へ入社。広島弁での語り口は多くのラジオリスナーの心を掴んだ。入社早々の1972年（昭和47年）から担当した『ヤングポップス』では「仏のえんちゃん」と呼ばれた。また、「えんちゃん」の愛称でも親しまれた。
1985年頃放送された『世の中土曜日うきうきワイド』を担当するまでは主に1人でのトーク番組を担当。その後、同局で28年間にわたり放送されたラジオ番組『なんでもジョッキー』では、1985年（昭和60年）から2003年（平成15年）まで18年にわたりパーソナリティーを務めた。在職中にCM部門でアノンシスト賞を受賞している。1996年（平成8年）当時は、ラジオセンター専任部長を務めていた。
現役当時は人気があるアナウンサーで、1990年（平成2年）に行われたローカル誌の在広アナウンサー人気投票では第6位に選ばれている。
俳句と作詞を趣味にしており、日本作詩家協会の会員でもある。
『月刊レジャー広島』に連載された覆面執筆者がんす頑次郎に間違えられていたが、2002年12月8日にがんす頑次郎サイン会が『月刊レジャー広島』廃刊に伴う最後の「チャリティーがらくた市」にて行われ、午後の番組の中継リポートに来ていたRCCラジオのリポーターにより、頑次郎の正体は社長の久村敬夫であることが明らかにされた。また、毎日新聞が2016年2月に、がんす頑次郎の筆者久村敬夫に取材している。
2003年（平成15年）には、広島県人権啓発活動ネットワーク協議会にメッセージを寄せている。また、同年に期間限定で広島電鉄路面電車の車内アナウンステープの収録を広島弁で行った。
2007年（平成19年）3月31日、35年6か月間勤務した中国放送を定年退職。最後に担当した番組は、定年の日に放送された『土曜はドドーンと満員御礼』であった。煙石と同様に、定年まで中国放送に勤務した、上野隆紘、世良洋子、山原玲子のように、定年後に中国放送のレギュラー番組を持っていないが、後述の事件まで地元・広島市周辺でのイベントへのゲスト出演や講演活動などで、公の場に出ることがあった。
2018年5月9日放送のTBSテレビ『1番だけが知っている』で、弁護士の北村晴男が魂が震えたと述べた、99.9％逆転不可能と思われた煙石自身が関わった冤罪事件が紹介され、煙石がVTR出演した。

## 冤罪事件
2012年（平成24年）10月11日、同年9月24日午前9時20分頃、広島市南区内の銀行支店で、記帳台に女性会社員が置き忘れた6万6600円入りの封筒を盗んだ疑いにより、広島県警察本部広島南警察署に逮捕された。同年11月1日起訴。警察の取調べに対しては容疑を否認していた。
2013年（平成25年）11月27日、広島地方裁判所は、「客観的なビデオカメラの映像から、被告人以外の者が犯人とはいえない」「被告人の供述は信用できない」として、窃盗罪が成立するとし、執行猶予付きの有罪判決を言い渡した。即日控訴。
2014年（平成26年）12月11日、広島高等裁判所（刑事第一部高麗邦彦裁判長）は控訴棄却の判決を言い渡した。即日上告。
2016年（平成28年）12月15日、最高裁判所で弁論を開くことを決定。最高裁では事実認定を行うことは稀であり、最高裁で弁論を開くことは異例であった。
2017年（平成29年）2月17日、最高裁で弁論が行われ、最高検察庁は棄却を求めた。同年3月10日、上告審判決で、最高裁判所第2小法廷（鬼丸かおる裁判長）は、下級審に審議を差し戻さず、一・二審判決を破棄し、無罪の自判を言い渡した。担当した4人の裁判官のうち3人が無罪を支持した。
この事件は一審の段階から、冤罪に特化した雑誌では冤罪の疑いが指摘されており、友人らが設立した支援組織が署名活動を行い、最高裁判決までに9,500筆を超える署名を集めた。
その後は真犯人を特定できないまま、2019年に公訴時効成立となった。

## 担当番組

### ラジオ
- ヤングポップス（1970年 - 1978年）[6] - 毎週金曜深夜に放送された若者向けラジオ番組[6]
- おはようラジオ[13]（1973年頃） - 朝ワイド番組。放送開始当初に担当していた。
- 世の中土曜日うきうきワイド（1985年頃）[7] - 土曜14時から15時55分まで放送された番組[7]。
- なんでもジョッキー（1985年 - 2003年） - 平日昼のワイド番組。時期により曜日、放送時間、パートナーが変わっている。
  - 煙ちゃんしおりのなんでもジョッキー（1995年4月 - 1997年3月） - 月・火・水曜13時30分 - 15時55分
- 三菱ダイヤモンドハイウェイ
  - 企画ネット番組。番組テーマはニッポン放送版と同じく、トランプスの「トランプス・ディスコのテーマ」を使用。
- トラッドでいこう（ - 2007年3月） - 日曜17時から17時30分まで放送された番組。山陽放送および静岡放送でも放送された[25]。
- 土曜はドドーンと満員御礼（2003年4月 - 2007年3月）[14] - 土曜13時から15時まで放送された番組[14]。

## 書籍
- 『がんす頑次郎』（広島映画手帖社、がんす頑次郎、1996年）

煙石博による特別寄稿文「使おうやあ広島弁・・・」を収録。

## 作詞
- 『恋みれん』[25][注釈 4]
- 『恋待岬』[25][注釈 4]
- 『比治山慕情』[25]（作曲 : 佐伯金次郎、歌 : 新宅未奈子）[27]